# Parque Diego Rivera
El Parque Diego Rivera es un parque urbano lineal ubicado en el municipio de San Pedro Garza García, al poniente de la Zona metropolitana de Monterrey, en el estado de Nuevo León, México. El parque debe su nombre a su cercanía con la avenida homónima que honra al artista mexicano Diego Rivera.

## Descripción y actividades
Es un espacio al aire libre en las inmediaciones del Metropolitan Center, que ofrece un entorno ideal para diversos eventos y actividades con fácil acceso. El parque está ubicado sobre la avenida María Izquierdo y Dr. Atl de la colonia Corporativo Prodesa, dentro de la zona de Valle Oriente.
En la actualidad el terreno suele fungir como un recinto para eventos culturales, entre ellos, exposiciones, ferias y conciertos. Cuenta con accesos por ambas avenidas y áreas de estacionamiento en las calles aledañas.
Hacia el otoño de 2012, el parque albergó lo que sería la primera edición del Tecate Pa'l Norte realizado el 24 de noviembre. Posteriormente, al año siguiente el festival se mudaría de sede hacia Parque Fundidora.

## Transporte
Las rutas de transporte público más cercanas son las Rutas 30, 203, 305 y 308, todas con destino hacia Plaza Fiesta San Agustín.

## Eventos destacados
| Fecha                                         | Artista/s              | Evento                   |
| --------------------------------------------- | ---------------------- | ------------------------ |
| 10 de marzo de 2012                           | Varios                 | NRML                     |
| 8 de junio de 2012                            | Kinky                  | Sueño de la Máquina      |
| 23 de junio de 2012                           | Molotov                | Desde Rusia con Amor     |
| 9 de noviembre de 2012                        | Caifanes               | Caifanes 2011-2012 Tour  |
| 14 de noviembre de 2012                       | Varios                 | Pa'l Norte Rock Festival |
| 4 de marzo de 2015                            | Delyria Cirque Cabaret | Delyria Show             |
| 17-18 de octubre de 2015                      | —                      | Cibo Fest                |
| 17 de mayo al 4 de junio de 2017              | Fuerzabruta            | Look Up Monterrey        |
| 26-27 de noviembre de 2022                    | —                      | Festival del Antojo      |
| 5-6 de octubre de 2024                        | —                      | Cine en el Parque        |
| 5-6 de octubre de 2024                        | —                      | Festival del Antojo      |
| 14 de noviembre de 2024 al 6 de enero de 2025 | —                      | Luztopía                 |